# Keith Potger
Keith Potger, född 2 mars 1941 i Colombo, Sri Lanka, är en av grundarna av folkpopgrupperna The Seekers och The New Seekers.